# Luật sư vô pháp
Luật sư vô pháp (tiếng Hàn: 무법 변호사; Romaja: Mubeop Byeonhosa; phiên âm: Vô pháp Biện hộ sĩ; tên quốc tế: Lawless Lawyer) là một bộ phim truyền hình Hàn Quốc thể loại xử án, tội phạm với sự tham gia của Lee Joon-gi và Seo Ye-ji. Bộ phim được trình chiếu trên kênh truyền hình tvN vào khung giờ 21h (KST) tối thứ 7 và chủ nhật hàng tuần từ 12 tháng 5 năm 2018, ngay sau bộ phim Sống.

## Tóm tắt
Bong Sang-pil là một cựu thành viên băng đảng nhưng hiện tại đã chuyển sang nghề luật sư. Anh cũng có một trong những luật sư có tỷ lệ các vụ thắng kiện cao nhất. Từng chứng kiến cái chết đau thương của mẹ ruột khi còn nhỏ, bị thúc đẩy bởi mong muốn trả thù cho mẹ, Sang-pil sẽ sử dụng cả "nắm đấm" của mình và lợi dụng những sơ hở luật pháp để chống lại những người có quyền lực tuyệt đối.

## Diễn viên

### Vai chính
- Lee Joon-gi vai Bong Sang-pil 
  - Lee Ro-woon vai Bong Sang-pil lúc nhỏ

Một cựu gangster trở thành luật sư, chuyên tận dụng các lỗ hổng luật pháp và luôn tự hào vì mình có một tỷ lệ tuyệt vời các vụ thắng kiện.
- Seo Ye-ji vai Ha Jae-yi

Một luật sư đấu tranh cho công lý nhưng sau đó bị hạ cấp sau khi tấn công một thẩm phán.
- Lee Hye-young vai Cha Moon-sook

Một thẩm phán cao cấp được đánh giá cao. Tuy nhiên, cô là một người có lòng tham ẩn, và thao túng mọi thứ cho nghị trình của mình.
- Choi Min-soo vai Ahn Oh-joo

Một cựu gangster, bây giờ là ông chủ của một tập đoàn lớn. Ông ta là một kẻ nguy hiểm, vô đạo đức, luôn cố gắng che giấu những quá khứ xấu xí của mình.

### Vai phụ
- Kim Byung-hee vai Tae Kwang-soo, cánh tay phải của Sang-pil
- Yum Hye-ran vai Nam Soon-ja, thư kí của Cha Moon-sook
- Cha Jung-won vai Kang Yeon-hee, công tố viên, con gái của Nam Soon-ja
- Shin Eun-jung vai Choi Jin-ae, mẹ của Sang-pil
- Ahn Nae-sang vai Choi Dae-woong, chú của Sang-pil
- Lee Han-wi vai Ha Ki-ho, bố của Jae-yi
- Baek Joo-hee vai No Hyun-joo, mẹ của Ha Jae-yi, người đã nhìn thấy cảnh mẹ của Sang-pil bị giết
- Lee Dae-yeon vai Woo Hyung-man, người cảnh sát đã nhìn thấy Ahn Oh-joo giết mẹ của Sang-pil, sau này được Sang-pil bào chữa cho trong một vụ án giết thị trưởng Lee
- Park Ho-san vai Chun Seung-beom, công tố viên
- Kim Kwang-kyu vai Gong Jang-soo, cảnh sát điều tra cái chết của mẹ Sang-pil với Sang-pil
- Choi Dae-hoon vai Seok Kwan-dong, đàn em của Ahn Oh-joo

## Sản xuất
Buổi đọc kịch bản đầu tiên diễn ra vào ngày 28 tháng 2 năm 2018 tại Studio Dragon ở Sangam-dong, Seoul.
Lee Joon-gi và đạo diễn Kim Jin-min trước đây đã làm việc cùng nhau trong bộ phim truyền hình "Time Between Dog and Wolf" năm 2007 của đài MBC.

## Tỷ suất lượt xem
- Số màu xanh: tỷ suất thấp nhất và số màu đỏ: tỷ suất cao nhất.
- N/A: không có thông tin.

| Tập        | Ngày phát sóng | Tỷ lệ khán giả trung bình | Tỷ lệ khán giả trung bình | Tỷ lệ khán giả trung bình |
| Tập        | Ngày phát sóng | AGB Nielsen               | AGB Nielsen               | TNmS                      |
| Tập        | Ngày phát sóng | Toàn quốc                 | Seoul                     | TNmS                      |
| ---------- | -------------- | ------------------------- | ------------------------- | ------------------------- |
| 1          | 12/5/2018      | 5.275%                    | 5.895%                    | 5.8%                      |
| 2          | 13/5/2018      | 6.037%                    | 6.291%                    | 5.6%                      |
| 3          | 19/5/2018      | 5.029%                    | 5.081%                    | 5.2%                      |
| 4          | 20/5/2018      | 6.132%                    | 6.814%                    | 5.1%                      |
| 5          | 26/5/2018      | 5.884%                    | 6.070%                    | 5.9%                      |
| 6          | 27/5/2018      | 6.885%                    | 6.702%                    | 5.2%                      |
| 7          | 2/6/2018       | 5.879%                    | 5.879%                    | 6.0%                      |
| 8          | 3/6/2018       | 6.085%                    | 6.253%                    | 6.9%                      |
| 9          | 9/6/2018       | 5.623                     | 5.92%                     | 6.1%                      |
| 10         | 10/6/2018      | 6.843%                    | 7.324%                    | 6.9%                      |
| 11         | 16/6/2018      | 4.028%                    | 5.018%                    | —                         |
| 12         | 17/6/2018      | 6.724%                    | 7.244%                    | 6.1%                      |
| 13         | 23/6/2018      | 5.050%                    | 5.248%                    | 5.5%                      |
| 14         | 24/6/2018      | 7.089%                    | 7.570%                    | 7.2%                      |
| 15         | 30/6/2018      | 6.618%                    | 7.155%                    | —                         |
| 16         | 1/7/2018       | 8.937%                    | 9.712%                    | 8.6%                      |
| Trung bình | Trung bình     | 6.134%                    | 6.512%                    | 6.2%                      |

- Bộ phim này chiếu trên kênh truyền hình cáp/truyền hình trả tiền nên thường có lượng người xem tương đối nhỏ so với các kênh truyền hình miễn phí/đài phát sóng công cộng (KBS, SBS, MBC và EBS).